# Viuz-la-Chiésaz
Viuz-la-Chiésaz ist eine französische Gemeinde im Département Haute-Savoie in der Region Auvergne-Rhône-Alpes.

## Geographie
Viuz-la-Chiésaz liegt auf 585 m, etwa elf Kilometer südsüdwestlich der Stadt Annecy (Luftlinie). Das Bauerndorf erstreckt sich in aussichtsreicher Lage im Alpenvorland, im Albanais, auf einem Hochplateau östlich des Tals des Chéran, am Fuß des Semnoz. Die Gemeinde liegt innerhalb des Regionalen Naturparks Massif des Bauges.
Die Fläche des 13,91 km² großen Gemeindegebiets umfasst einen Abschnitt des Albanais. Das zentrale Gebiet wird von einem Hochplateau eingenommen (560 m), das an verschiedenen Stellen moorige Flächen aufweist. Es wird durch mehrere kurze Bäche nach Westen zum Chéran entwässert. Nach Osten erstreckt sich das Gemeindeareal über einen zunächst sanft, später steil ansteigenden, dicht bewaldeten Hang bis auf den breiten Höhenrücken des Semnoz, der zum Massiv der Bauges gezählt wird. Auf dem Aussichtspunkt des Crêt du Châtillon, einer von Bergweiden bedeckten Kuppe, wird mit 1699 m die höchste Erhebung von Viuz-la-Chiésaz erreicht.
Zu Viuz-la-Chiésaz gehören neben dem eigentlichen Ortskern mehrere Weilersiedlungen und Gehöfte, darunter: 
- Lavy (540 m) am Westfuß des Semnoz
- La Chiésaz (554 m) auf dem Plateau am Westfuß des Semnoz
- La Creva (600 m) am Westfuß des Semnoz

Nachbargemeinden von Viuz-la-Chiésaz sind Chapeiry, Seynod und Quintal im Norden, Saint-Jorioz, Saint-Eustache und Leschaux im Osten, Gruffy im Süden sowie Mûres und Alby-sur-Chéran im Westen.

## Geschichte
Das Gemeindegebiet von Viuz-la-Chiésaz war schon sehr früh besiedelt. Aus der Römerzeit sind Mauerfundamente einer Villa erhalten; der Ort lag an der Römerstraße, die von Boutae (Annecy) nach Aquae (Aix-les-Bains) führte. Von der Burgunderzeit zeugt ein Gräberfeld.
Erstmals urkundlich erwähnt wird der Ort jedoch erst zu Beginn des 15. Jahrhunderts. Lange Zeit wurde die Schreibweise Vieux-la-Chiésaz verwendet. Viuz ist vom lateinischen Wort vicus (Dorf, Weiler) respektive viculus (Weiler) abgeleitet. Im 12. Jahrhundert wurde hier das Cluniazenserpriorat Saint-Jean-Baptiste gegründet, das im 17. Jahrhundert in den Besitz der Abtei Talloires überging. Es wurde während der Französischen Revolution aufgehoben und zerstört.

## Sehenswürdigkeiten
Die Pfarrkirche Saint-Etienne wurde 1903 im neuromanischen Stil errichtet. Vom ehemaligen Priorat ist einzig ein Taufbecken erhalten. Der mittelalterliche Herrschaftssitz Barreau wurde restauriert.

## Bevölkerung
| Jahr      | 1962 | 1968 | 1975 | 1982 | 1990 | 1999 | 2004 | 2018 |
| Einwohner | 341  | 346  | 404  | 601  | 818  | 1022 | 1174 | 1315 |

Mit 1302 Einwohnern (Stand 1. Januar 2022) gehört Viuz-la-Chiésaz zu den kleineren Gemeinden des Départements Haute-Savoie. Im Verlauf des 19. und 20. Jahrhunderts nahm die Einwohnerzahl aufgrund starker Abwanderung kontinuierlich ab (1861 wurden in Viuz-la-Chiésaz noch 646 Einwohner gezählt). Seit Mitte der 1970er Jahre wurde jedoch dank der Wohnlage und der Nähe zur Stadt Annecy wieder eine markante Bevölkerungszunahme verzeichnet. Die Zahlen stammen aus den Datensätzen von Cassini und INSEE.

## Wirtschaft und Infrastruktur
Viuz-la-Chiésaz war bis weit ins 20. Jahrhundert hinein ein vorwiegend durch die Landwirtschaft geprägtes Dorf. Daneben gibt es heute verschiedene Betriebe des lokalen Kleingewerbes. Mittlerweile hat sich das Dorf auch zu einer Wohngemeinde entwickelt. Viele Erwerbstätige sind Wegpendler, die in den größeren Ortschaften der Umgebung und im Raum Annecy ihrer Arbeit nachgehen.
Die Ortschaft liegt abseits der größeren Durchgangsstraßen an einer Departementsstraße, die von Balmont nach Lescheraines führt. Weitere Straßenverbindungen bestehen mit Alby-sur-Chéran, Mûres und Quintal. Der nächste Anschluss an die Autobahn A41 befindet sich in einer Entfernung von rund 9 km.

## Persönlichkeiten
- Louis Petit (1868–1927), römisch-katholischer Ordensgeistlicher, Byzantinist, Erzbischof von Athen